# Волюты
Об архитектурном мотиве смотреть волюта
Волюты (лат. Volutidae) — семейство морских переднежаберных моллюсков. Около 200—250 видов (более 40 родов), распространённых во всех климатических зонах. Известны в ископаемом состоянии из отложений начиная с позднего мелового периода; наибольший расцвет семейства приходится на третичный период. Популярная группа у коллекционеров раковин моллюсков. Объект промысла у народов Западной Африки, Австралии и Юго-Восточной Азии — мясо моллюсков используется в пищу.

## Описание
К семейству принадлежат среднего размера, относительно крупные и очень крупные брюхоногие моллюски, преимущественно с ярко окрашенными раковинами. Раковины высотой от 2 до 44 см, гладкие, преимущественно веретенообразные или грушевидные, реже яйцевидные. Сифональный вырез отчетливый. На колумелле находятся крупные складки. Характерным признаком представителей данного семейства является широко отвернутая наружная губа устья раковины. У большинства видов нет оперкулума.
Тело моллюсков, относящихся к этому семейству, обычно развито и у крупных видов может превышать вес в 10 кг. У всех имеется крупная, широкая нога, часто ярко окрашенная. Голова уплощенная, короткая и широкая, с короткими щупальцами. Глаза очень маленькие (у некоторых видов совсем отсутствуют), располагаются у основания щупалец. Сифон крупный. Самцы легко отличимы по крупному пенису.
Обитают в тропических морях Атлантического, Индийского и Тихого океана. Большинство видов — эндемики определённых районов.
Обитают преимущественно на мягких грунтах — смешанных песчано-илистых. Большинство видов предпочитают температурный диапазон воды в пределах 15…25 °С, при отсутствии существенных суточных и сезонных колебаний температуры. Ведут ночной образ жизни. Хищники, охотятся на других моллюсков, преимущественно двустворчатых. Плавающая личинка отсутствует, из яичных капсул появляются маленькие моллюски, несущие зародышевую раковину. Она также сохраняется и у взрослых моллюсков на вершине завитка в виде 1,5—2 самых верхних оборотов. Некоторые виды живородящие.

## Классификация

### Подсемейства и трибы
Семейство делят на следующие подсемейства и трибы:
- Подсемейство Amoriinae  Gray, 1857 
  - Триба Meloini  Pilsbry & Olsson, 1954 
  - Триба Amoriini Gray, 1857
- Подсемейство Athletinae  Pilsbry & Olsson, 1954
- Подсемейство Calliotectinae  Pilsbry & Olsson, 1954
- Подсемейство Cymbiinae H. Adams & A. Adams, 1853 
  - Триба Adelomelonini  Pilsbry & Olsson, 1954 
  - Триба Alcithoini  Pilsbry & Olsson, 1954 
  - Триба Cymbiini  H. Adams & A. Adams, 1853 
  - Триба Livoniini  Bail & Poppe, 2001
  - Триба Odontocymbiolini  Clench & Turner, 1964 
  - Триба Zidonini  H. Adams & A. Adams, 1853
- Подсемейство Fulgorariinae  Pilsbry & Olsson, 1954
- Подсемейство Plicolivinae  Bpichet, 1990
- Подсемейство Scaphellinae  Gray, 1857
- Подсемейство Volutinae
  - Триба Lyriini Pilsbry & Olsson, 1954 
  - Триба Volutini  Rafinesque, 1815

### Роды
- Adelomelon Dall, 1906
- Alcithoe H. Adams & A. Adams,1853
- Amoria Gray, 1855[4]
- Ampulla Röding, 1798
- Arctomelon Dall, 1915
- Callipara Gray, 1847
- Calliotectum Dall, 1890
- Cymbiola Swainson, 1831
- Cymbiolacca
- Cymbium Röding, 1798
- Enaeta
- Ericusa H. Adams, A. Adams, 1858
- Festilyria Pilsbry & Olsson, 1954
- Fulgoraria Schumacher, 1817[5]
- Fusivoluta E. von Martens, 1902
- Harpovoluta Thiele, 1912
- Harpulina Dall, 1906
- Iredalina Finlay, 1926
- Leptoscapha Fischer, 1883
- Livonia Gray, 1855
- Lyria Gray, 1847
- † Mauira Marwick, 1943
- † Mauithoe Finlay, 1930
- Melo Broderip in Sowerby I, 1826
- † Metamelon Marwick, 1926
- Minicymbiola Klappenbach, 1979
- Miomelon Dall, 1907
- † Mitreola Swainson, 1833
- Nannamoria Iredale, 1929
- Nanomelon Leal & Bouchet, 1989
- Neptuneopsis Sowerby III, 1898
- Notopeplum Finlay, 1927
- Notavoluta Cotton, 1946
- Odontocymbiola Clench & Turner, 1964
- † Pachymelon Marwick, 1926
- Paramoria McMichael, 1960
- Plicoliva Petuch, 1979
- Provocator Watson,1882
- Scaphella Swainson, 1832
- Spinomelon Marwick, 1926
- Tenebrincola Harasewych & Kantor, 1991
- Teramachia
- Tractolira Dall, 1890
- Voluta Linnaeus, 1758
- Volutifusus Conrad, 1863
- Volutoconus Crosse, 1871
- Waihaoia Marwick, 1926
- Zygomelon Harasewych & Marshall,1995
- Zidona H. Adams and A. Adams, 1853

## Галерея
- Cymbium cymbium
- Cymbiola nobilis
- Fulgoraria rupestris
- Melo aethiopica
- Volutospina spinosa
- Melo broderipii
- Cymbiola vespertilio
- Athleta ficulina